# Андромаха (корвет, 1841)
«Андромаха» — 18-пушечный парусный корвет Черноморского флота Российской империи. Участник Крымской войны.

## Описание корвета
Один из двух парусных корветов одноимённого типа. Длина судна составляла по сведениям из различных источников от 36,6 до 37,5 метра, ширина — 11,4 метра, осадка — 4,5 метра, экипаж состоял из 190 человек. Вместе с корветом «Калипсо», «Андромаха» был одним из двух 18-пушечных корветов, построенных корабельным мастером И. В. Машкиным в Николаеве. Вооружение корвета состояло из четырех 12-фунтовых пушек, четырнадцати 24-фунтовых карронад и двух 3-фунтовых медных фальконетов.

## История службы
Корвет был заложен в июне 1840 года в Николаеве и после спуска на воду в июле 1841 года вошел в состав Черноморского флота.
В 1842 году был отправлен в Грецию в распоряжение русского посольства, где находился до 1843 года. В 1844 году входил в состав отряда, действовавшего у Кавказского берега. В июне и июле 1845 года выходил в практическое плавание в Чёрное море в составе эскадры, после чего ушёл в Средиземное море. В декабре 1845 года в Палермо вошёл в состав отряда вице-адмирала Ф. П. Литке, и присоединился к заграничному плаванию, проходившему с целью получения морской практики генерал-адмиралом великим князем Константином Николаевичем. Вплоть до лета 1846 года находился в плавании в Средиземном море, после чего вернулся в Севастополь.
В 1847 году выходил к Кавказскому побережью, а в 1848 и 1849 годах находился в заграничном плавании в Греции. В 1850 и 1851 годах вновь выходил к берегам Кавказа в составе отрядов и по два месяца в году принимал участие в практических практических плаваниях в Чёрном море с эскадрами кораблей Черноморского флота. Выходил в крейсерство к мысу Херсонес в июне и июле 1853 года. C 17 сентября по 2 октября принимал участие в перевозке войск 13-й пехотной дивизии из Севастополя в Сухум-Кале, в составе эскадры вице-адмирала П. С. Нахимова. При этом на корвете было перевезено 250 солдат и офицеров Брестского полка. После чего корвет был направлен к побережью Кавказа. 
Принимал участие в Крымской войне. Входил в состав отряда вице-адмирала Л. М. Серебрякова, который 7 ноября 1853 года вёл бомбардировку укрепления Святого Николая, занятого турецкими войсками, но ввиду начинающегося шторма был вынужден уйти в море и вернуться в Севастополь. При этом, во время бомбардировки корвет получил серьёзные повреждения и небольшие потери среди экипажа. В течение 1854 года находился в Корабельной бухте. 27 августа 1855 года корвет «Андромаха» был затоплен на Севастопольском рейде при оставлении города гарнизоном. После войны при расчистке Севастопольской бухты корпус корвета был взорван.

## Командиры корвета
Командирами корвета «Андромаха» в составе Российского императорского флота в разное время служили:
- В. И. Истомин (до июля 1842 года);
- А. Д. Варницкий (с июля 1842 года по 1847 год);
- Л. А. Ергомышев (1848—1849);
- А. Х. Винк (1850 год);
- А. Ф. Варпаховский (1851 год);
- капитан-лейтенант Н. С. Стройников (с 1852 года до 24 марта (5 апреля) 1854 года)[6].